# Ján Šefc
Ján Šefc (ur. 10 grudnia 1924, zm. 17 maja 2014) – słowacki szachista i trener szachowy.

## Kariera szachowa
Największe sukcesy w karierze osiągnął w połowie lat 50. XX wieku, w barwach Czechosłowacji. W 1955 r. zdobył w Pradze tytuł indywidualnego mistrza kraju. W latach 1956 i 1958 dwukrotnie uczestniczył w szachowych olimpiadach, natomiast w 1957 r. zdobył w Wiedniu brązowy medal drużynowych mistrzostw Europy.
Według retrospektywnego systemu Chessmetrics, najwyżej sklasyfikowany był we wrześniu 1956 r., zajmował wówczas 127. miejsce na świecie.
Od 1953 r. zajmował się szkoleniem, do jego wychowanków należą m.in. arcymistrzowie Ľubomír Ftáčnik i Igor Štohl, jak również mistrzowie międzynarodowi Róbert Tibenský, Jozef Franzen i Peter Vavrák.